# Три заветна места са оброчним крстовима
Три заветна места са оброчним крстовима се налазе у селу Варош, на територији општине Сврљиг.
Прво место се малази на улазу у село, на месту званом „код крст”, непосредно уз стару кућу Миодрага Станојевића, где је укопан крст од сиге. Место је посвећено Св. Николи. На крсту, доста оштећеном, плитко је урезана по ивици линија, која га уоквирује. У средњем делу је урезан велики крст. При врху и на бочним деловима крста уписана су осам карактеристиних слова „ИС, ХС, НИ, KА”, а у доњем делу још само „св. Никола”. Година није уписана. Вероватно је настао на прелазу из 18. у 19. век.
Друго је камени запис св. Тројице, западно од села, испод огромног храста, крај пута за Палилулу, у подножју Сврљиг града. Kрст је од камена пештера са полулоптом на врху, са стране пластично изведене плетенице. У средњем делу је запис: „Света Тројица – овај камен подиже село Варош у помен...“ Не може се дочитати услед оштећења. Заветно место је обележено у 19. веку. 
Око 500 метара западно од заветног места св. Тројице је треће место, црквиште Св. Пантелеја. На овом месту су остаци камених зидова неке грађевине. У средњем делу је постављен камен као света трпеза, а до њега камени оброчни крст. 